# Серрано, Роландо
Хосе Роландо Серрано Ласаро (исп. José Rolando Serrano Lázaro; 13 ноября 1938, Памплона, Северный Сантандер — 13 июня 2022, Кукута) — колумбийский футболист, участник чемпионата мира по футболу 1962 года, играл на позиции полузащитника. Дедушка колумбийской теннисистки Камилы Осорио.

## Биография

### Клубная карьера
Серрано на протяжении игровой карьеры играл на родине за «Кукута Депортиво» (1957—1964, 1967), «Америку» (1961—1963), «Унион Магдалена» (1964—1965), «Мильонариос» (1966—1967) и «Атлетико Хуниор» (1968—1969), который стал для него последним клубом в карьере.
Всего за всю карьеру он сыграл более 370 матчей в чемпионате Колумбии.

### Карьера в сборной
В составе сборной Колумбии сыграл в двух матчах на ЧМ-1962, а также играл на чемпионате Южной Америки 1963 года, но турниры завершились для колумбийцев неудачно.

### Тренерская карьера
В 1982 году в течение некоторого времени работал с командой «Кукута Депортиво».

### Семья
Его внучка Камила Осорио — теннисистка, ставшая чемпионкой WTA в 2021 году.

### Смерть
Скончался 13 июня 2022 года в Кукуте в возрасте 83 лет после продолжительной болезни.